# (8619) 1981 EH1
A (8619) 1981 EH1 a Naprendszer kisbolygóövében található aszteroida. Henri Debehogne és G. de Sanctis fedezte fel 1981. március 6-án.